# Laura García
Pour les articles homonymes, voir García.
Laura García Salinero, née le 31 octobre 1981 à Tolède (Castille-La Manche, Espagne), est une joueuse espagnole de basket-ball.

## Biographie
En octobre 2014, elle entame sa troisième année à Saint-Amand, mais est victime d'une rupture des ligaments croisés dès la troisième rencontre ce qui met un terme à sa saison.
En juin 2018, elle annonce s'engager pour une septième saison consécutive dans le Hainaut alors qu'à 36 ans, elle reste sur sa meilleure saison statistique (11,4 points et 3,6 rebonds et 10,3 points et 3,2 rebonds en Eurocoupe).

## Carrière
- 2004-2010 :  Real Canoe (Espagne)
- 2010-2011 :  La Seu d'Urgell
- 2011-2012 :  Hondarribia-Irún
- 2012-2019 :  Saint-Amand Hainaut Basket
- 2019-2021 :  IDK Guipúzcoa
- 2021- :  Leganes